# Kamp Sangasanga
Het kamp Sanga-Sanga in Samarinda, was tijdens de Japanse bezetting van Nederlands-Indië in de periode van 25 maart 1942 tot juli 1945 een interneringskamp. Samarinda lag aan het begin van de delta van een grote rivier, meer precies aan de oostkust van Borneo, even beneden de equator en op ongeveer 50 km het binnenland in. Het kamp lag op ongeveer 20 kilometer ten zuidoosten van Samarinda, nabij bij de plaats Sanga-Sanga.